# Heinrich Wüest
Johann Heinrich Wüest (* 14. Mai 1741 in Zürich; † 7. April 1821 ebenda) war ein Schweizer Zeichner, Grafiker und Landschaftsmaler der Vorromantik.

## Leben und Werk
Wüest absolvierte seine Ausbildung in seiner Heimatstadt Zürich, wo er auch hauptsächlich tätig war. Seine frühen Werke waren stark von der holländisch-flämischen Malerei des Goldenen Zeitalters inspiriert. Während eines Aufenthalts in den Niederlanden wurde er vom ebenfalls schweizerischen Maler Jacob Maurer freundlich aufgenommen; er wurde von ihm mit dem Kunsthändler Cornelis Ploos van Amstel zusammengebracht, ebenso mit dem Schweizer Creutz aus Gottlieben, der ihn in Perspektive unterrichtete. Nach Maurers Tod adoptierte Wüest dessen Sohn. Später entwickelte er einen eigenständigen Malstil, der sich in verklärten Stimmungslandschaften niederschlug. Wüest wird zusammen mit Caspar Wolf, Johann Heinrich Füssli, Anton Graff und Adrian Zingg zu den wichtigsten Schweizer Protoromantikern gezählt.
Sein bekanntestes Werk ist Der Rhonegletscher aus dem Jahre 1795. Das Ölgemälde befindet sich heute im Kunsthaus Zürich. Wie viele Künstler der Vorromantik und der Romantik bediente sich Wüest einer realen Landschaftsvorlage, hier des Rhonegletschers, und komponierte daraus eine Stimmungslandschaft. Das Gemälde erinnert durch die Dominanz des Himmels und die Wolkenformationen an die Werke Jacob van Ruisdaels. Die Kombination von wilder Alpenlandschaft und vornehmlich winzig wirkenden Rückenfiguren als Staffage nimmt wesentliche Gestaltungselemente romantischer Malerei vorweg.

## Werke (Auswahl)

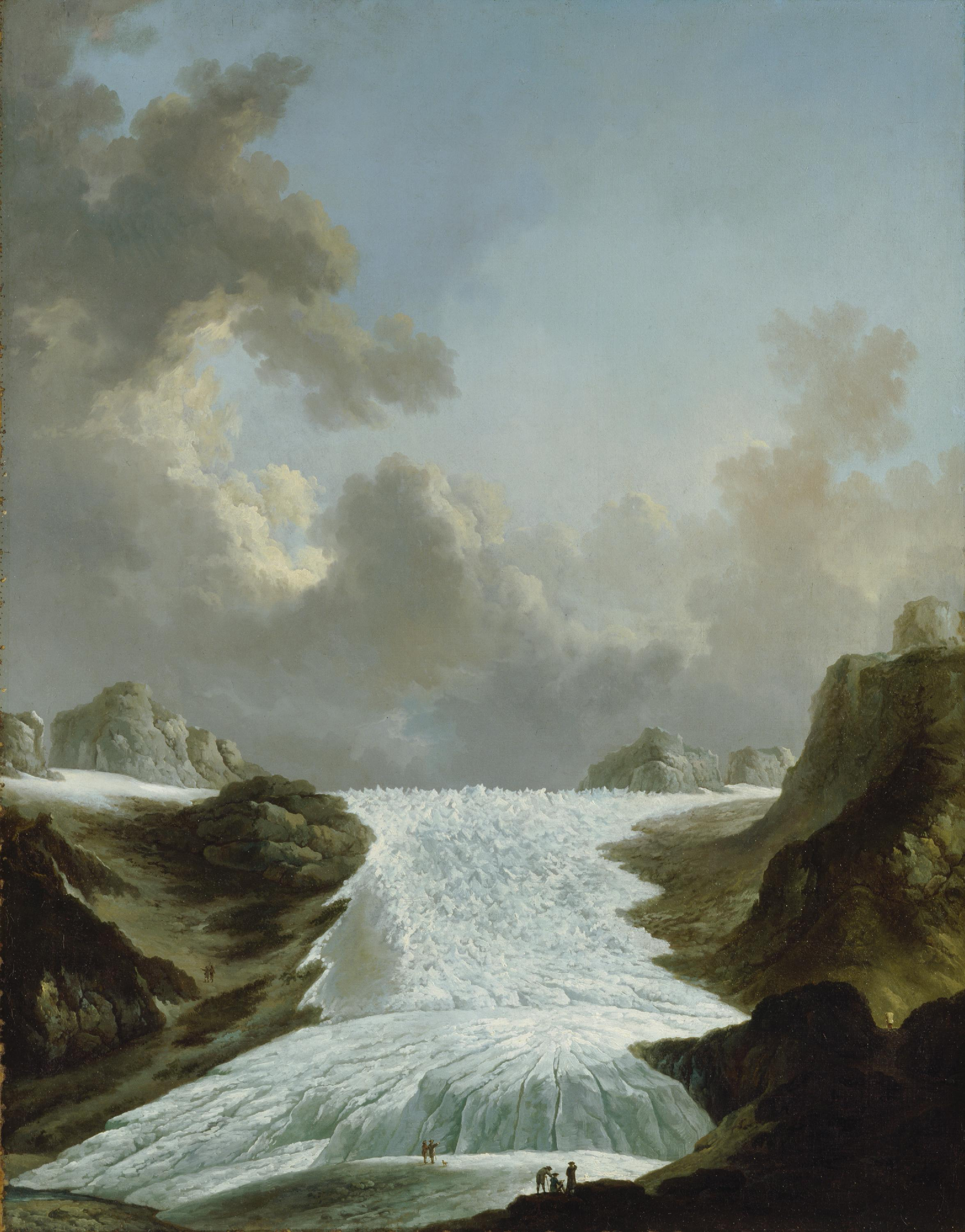
Der Rhonegletscher, um 1775
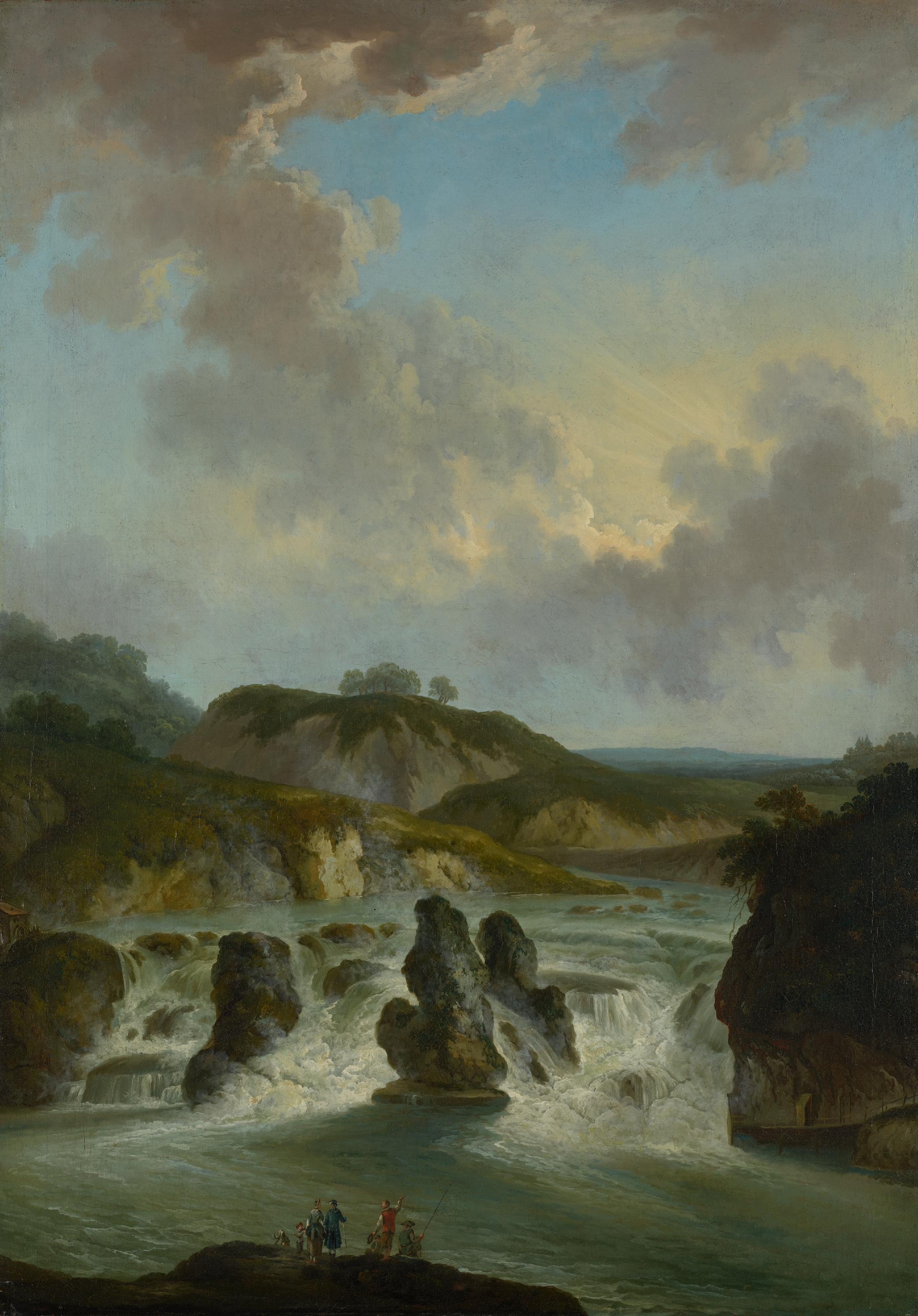
Der Rheinfall, 1772
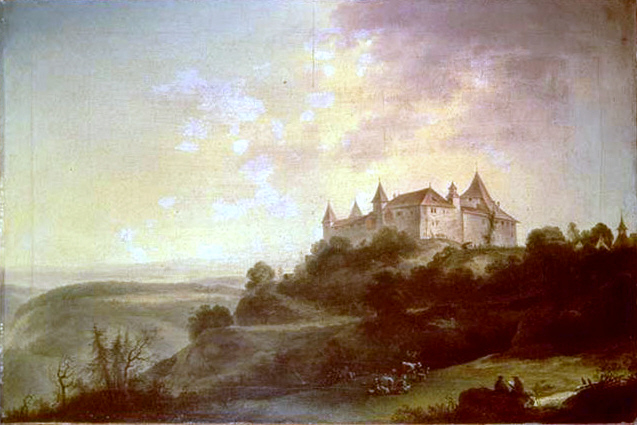
Blick auf Schloss Kyburg, um 1790